# 陈一舟
陈一舟(1969年—)是一位中国企业家，互联网企业千橡集团的首席执行官。

## 生平
1969年出生于武汉，1987年考入武汉大学物理系，1989年全家移民美国。1993年获得麻省理工学院机械工程硕士学位。1997年斯坦福商学院MBA。
1999年6月，陈一舟与杨宁、周云帆共同创立了Chinaren.com，时任董事长兼CEO。2000年9月，搜狐宣布收购ChinaRen，陈一舟出任搜狐资深副总裁。2001年初，陈一舟从搜狐辞职，回到美国。2002年，陈一舟回到中国。同年11月，创立了千橡互动，推出了dudu.com。 2004年3月，千橡通过股权置换收购猫扑。2005年12月，千橡收购DoNews。2006年10月23日，千橡收购校内网。2008年10月10日，千橡证实购买了kaixin.com域名，10月15日，千橡互动在kaixin.com上推出了与开心网（kaixin001.com）同名的社交网站。2009年8月4日，校内网正式更名为人人网。

## 媒体报道
- 薛芳、王梦怡，《陈一舟的十年网事》 （页面存档备份，存于），《南方人物周刊》 2009年8月21日。
- 张见悦，“千橡”带着神秘 陈一舟重出江湖半抱琵琶 （页面存档备份，存于），2006年5月15日《京华时报》第034版
- 全智，《千橡购买竞争对手网站域名kaixin.com》 （页面存档备份，存于） 新浪科技 2008年10月10日